# Neostenetroides stocki
Neostenetroides stocki är en kräftdjursart som beskrevs av Carpenter och Guy Magniez 1982. Neostenetroides stocki ingår i släktet Neostenetroides och familjen Gnathostenetroidae. Inga underarter finns listade i Catalogue of Life.